# Mont-ros (la Torre de Cabdella)
|  | Aquest article tracta sobre el nucli de població. Si cerqueu l'antic municipi, vegeu «Mont-ros (antic municipi)». |

Mont-ros, és un poble del municipi de la Torre de Cabdella, al Pallars Jussà; era el cap de l'antic municipi de Mont-ros abans del 1970. És un dels tres pobles de la Coma, juntament amb Paüls de Flamisell i Pobellà. El poble està situat a la part central del municipi, en un coster a la part de llevant del terme, És quasi 2,5 km al sud-sud-est de la Torre de Cabdella. El topònim Mont-ros és, simplement, la «muntanya rogenca», del llatí monte russu, com estableix Joan Coromines (op. cit.). Es tracta, per tant, d'un topònim clarament de caràcter descriptiu.L'església del poble és parroquial, i està dedicada a Santa Maria de Mont-ros, o la Mare de Déu del Boix. Prop del poble, al nord-oest, hi ha, a més, l'ermita romànica en ruïnes de Sant Esteve de Mont-ros. Una mica més allunyada hi ha l'ermita de Sant Marc, a l'altra banda del barranc que discorre per sota de Mont-ros; és més a prop de Pobellà, però pertany a Mont-ros. Ha estat refeta a darreries del segle xx.
Mont-ros havia estat un poble clos; conserva diversos dels portals del recinte murat, així com un antic camí de ronda interior, actualment un dels seus carrers. La part alta del poble devia formar un segon recinte murat, encara recognoscible en el traçat dels seus carrers.

## Història

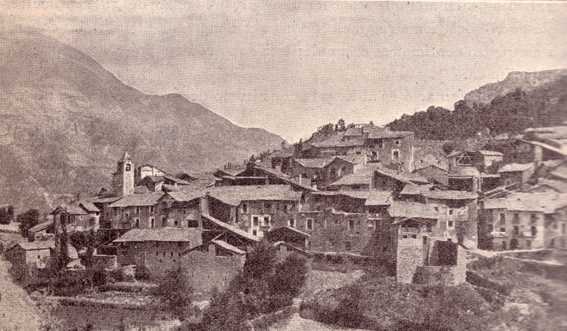
El poble, vers 1915

Amb el nom de Monteroso, aquest lloc apareix ja el 1072, però un castro de Torezan, que podria ser aquest mateix, és documentat el 1064. Malgrat la clara documentació d'aquest castell i el paper que jugà al llarg de l'edat mitjana, no se n'ha conservat res, si no és que és el mateix poble de Mont-ros, el castell: es conserva perfectament el traçat de nucli clos, amb portes, i fins i tot una torre de muralla a l'extrem sud-oest.

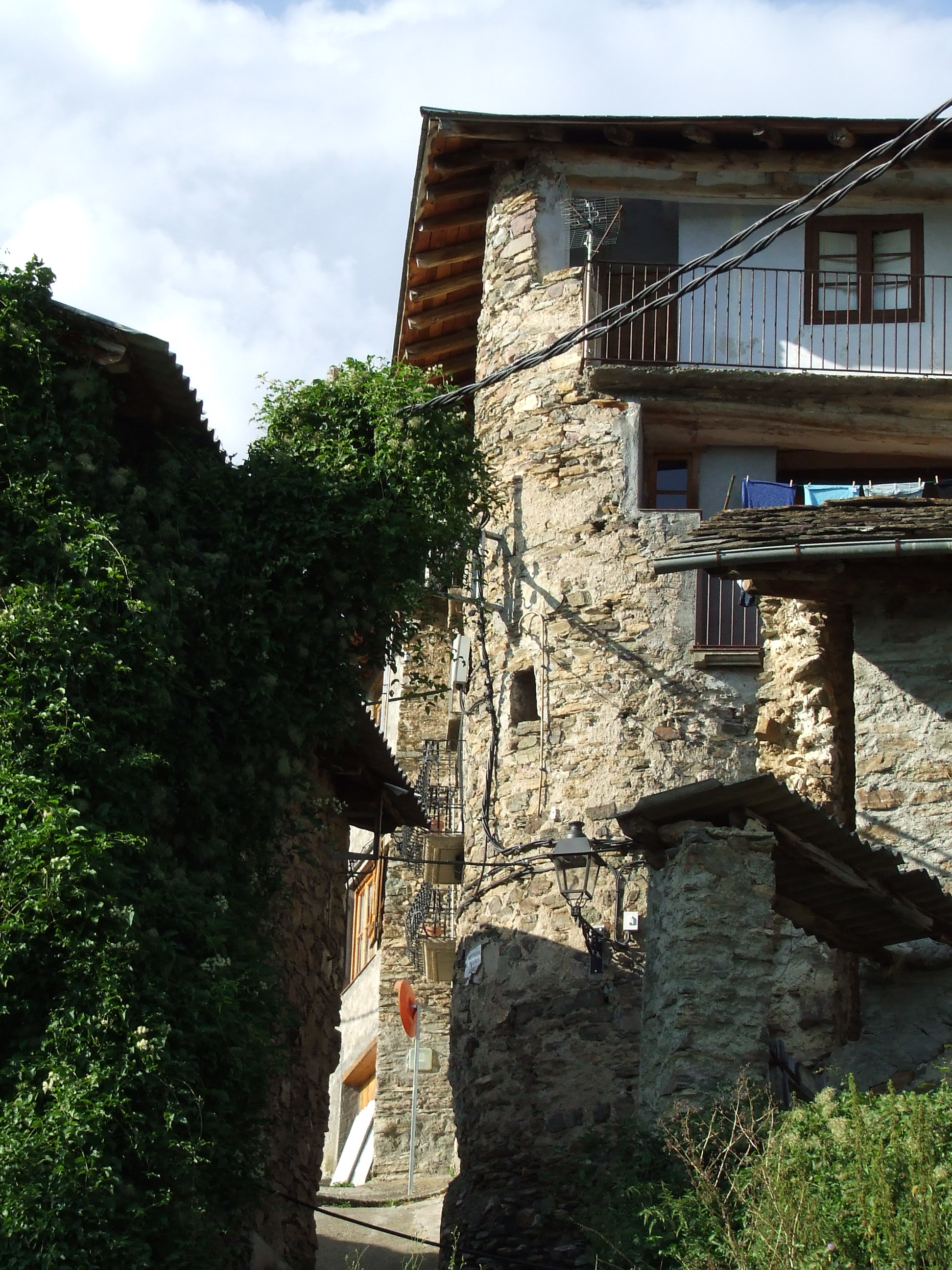
Torre de defensa a l'angle sud-oest del clos del poble

L'església és documentada des del 1314, malgrat que el lloc ja ho és des del 1117. Santa Maria de Mont-ros fou parroquial, integrada en el Deganat de Tremp. Era regida per Jaume Andreu, àlies Vilanova, i tenia com a sufragànies les esglésies de Molins, Paúls de Flamisell i Pobellà. El 1904 passaren a integrar l'arxiprestat de Gerri de la Sal. En l'actualitat és el centre d'una agrupació de parròquies.

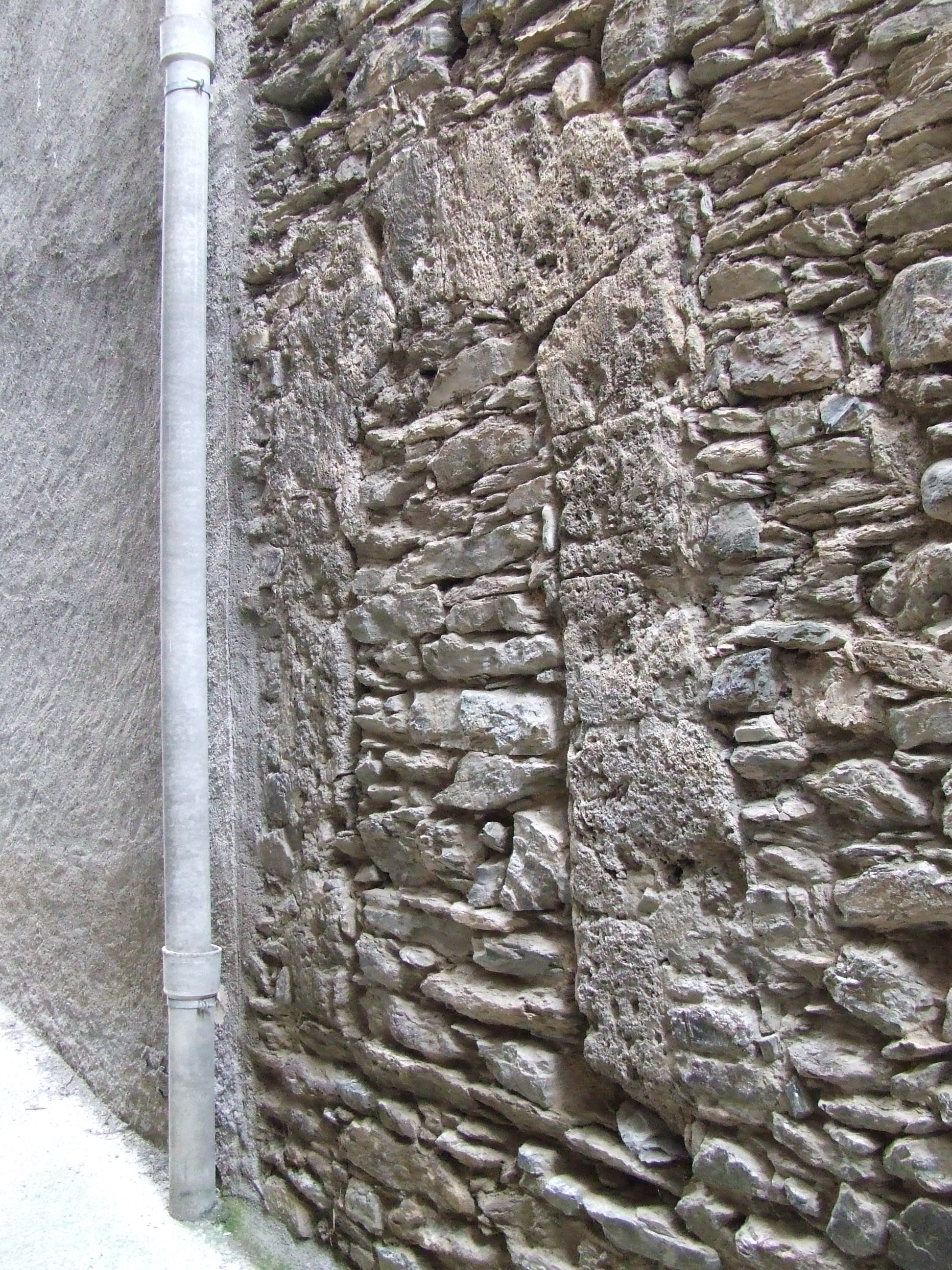
Porta medieval en el carrer principal de Mont-ros

El 1718 consten a Mont-ros 89 habitants, i el 1831, 181. En aquest darrer any Mont-ros pertanyia al Marquès del Pallars.
Pascual Madoz inclou Monros en el seu Diccionario geográfico... del 1845. Diu que el poble és en un pla, combatut pels vents del nord. El clima és benigne, però propens a cadarns i inflamacions. 13 cases de mala construcció formaven el poble, i hi havia escola de primeres lletres, amb 30 alumnes. També hi havia església parroquial. Madoz cita diferents fonts que abasteixen la població, tres ermites (Santa Llúcia, Sant Marc i San Quirico), i una mina de plata que ja no s'explota. El terreny és de secà, de mala qualitat. Hi ha prats artificials i naturals. S'hi produïa blat, sègol, patates, llegums i una mica de fruita i hortalisses. De bestiar, hi havia vaques, mules i ovelles. S'hi caçaven perdius i conills, i s'hi pescaven truites. Formaven la població 11 veïns (caps de família) i 117 ànimes (habitants).
Segons Ceferí Rocafort (op. cit.), vers el 1915 el poble de Mont-ros tenia 69 edificis, amb 140 habitants, i tenia un molí fariner.
En el cens del 1970 consta amb 60 habitants, i el 1981, amb 36. El 2005 en té 47, cosa que suposa una lleugera remuntada, com altres pobles de la vall.

## Festes i tradicions
La Coma de Mont-ros és dels llocs que surten esmentats a les conegudes cobles d'en Payrot, fetes per un captaire fill de la Rua a mitjan segle xix. Deia, en el tros dedicat a la Coma de Mont-ros:
| «                | Tota la Vall de Cabdella i a la Coma de Mont-ros, allà al Solà de Bellera Payrot no hi té gran repòs. I passa cap a l'Arèn, la digo, digo, digo, i passa cap a l'Arèn, allí està amb la demés gent. | » |
| — Payrot, Cobles | |   |

Jaume Arnella, també dedica un esment a Mont-ros en el seu Romanço de la Vall Fosca, romanç tradicional de nova creació. Després del fragment dedicat a la Plana de Mont-ros diu:
| «                                         | Astell, Oveix i Guiró, els tres pobles del Solà, i els tres pobles de la Coma: Paüls, Mont-ros, Pobellà. | » |
| — Jaume Arnella, Romanço de la Vall Fosca | |   |

I el Romanço... continua a la Torre de Cabdella.
| Portals del clos del poble | Portals del clos del poble   | Portals del clos del poble |
| -------------------------- | ---------------------------- | -------------------------- |
| Portal de llevant          | Antic camí de ronda interior | Portal de ponent           |
| Portal de llevant          | Antic camí de ronda interior | Portal de ponent           |